# 요세프 마소푸스트
요세프 마소푸스트(체코어: Josef Masopust, 1931년 2월 9일 ~ 2015년 6월 29일)는 체코슬로바키아의 전직 축구 선수 겸 감독이다. 선수 시절 포지션은 미드필더였으며 체코슬로바키아 축구 역사상 가장 위대한 축구 선수 가운데 한 사람으로 여겨진다.

## 경력
1945년 ZSJ 울로모스트 모스트의 청소년 클럽에서 데뷔했고 1950년 ZSJ 테흐노마트 테플리체로 이적하면서 프로 선수로 데뷔했다. 1952년 체코슬로바키아 공군 소속 축구 팀인 두클라 프라하로 이적했고 1968년 벨기에의 크로싱 몰렌베이크로 이적했다. 1973년 두클라 프라하 감독으로 임명되었고 1978년 FC 즈브로요프카 브르노의 체코슬로바키아 1부 리그 우승에 공헌했다. 1984년부터 1988년까지 체코슬로바키아 대표팀 감독을 맡았고 1988년부터 1991년까지 인도네시아 청소년 대표팀 감독을 맡았다.
체코슬로바키아 대표팀에서 63경기에 출전하여 10득점을 기록했으며 1958년 FIFA 월드컵과 1960년 유럽축구선수권대회, 1962년 FIFA 월드컵에서 체코슬로바키아 대표로 출전했다. 1960년 유럽축구선수권대회에서 체코슬로바키아가 3위를 차지하는 데에 기여했으며 1962년 FIFA 월드컵에서 체코슬로바키아를 결승전까지 진출시켰다. 브라질과의 1962년 FIFA 월드컵 결승전 경기에서 선제골을 기록했지만 체코슬로바키아는 브라질에 1-3 역전패를 당하면서 준우승을 차지하게 된다.
1962년 체코슬로바키아를 FIFA 월드컵 준우승으로 이끈 공로를 인정받아 발롱도르 수상자로 선정되었으며 2003년 체코 축구 협회로부터 UEFA 주빌리 어워드 수상자로 선정되었다. 2004년 3월에는 펠레가 선정한 현존하는 최고의 축구 선수 목록인 FIFA 100에 선정되기도 했다. 2015년 프라하에 있는 자택에서 향년 84세를 일기로 사망했다.

## 수상

#### 두클라 프라하
- 체코슬로바키아 1부 : 1953, 1956, 1957–58, 1960–61, 1961–62, 1962–63, 1963–64, 1965–66
- 체코슬로바키아 컵 : 1960–61, 1964–65, 1965–66
- 인터내셔널 사커리그 : 1961
- 아메리칸 챌린지컵 : 1962, 1963, 1964

#### 체코슬로바키아
- 중부유럽 컵 : 1955-60
- UEFA 유로 3위 : 1960
- FIFA 월드컵 준우승 : 1962

### 개인
- 발롱도르 : 1962
- 체코슬로바키아 올해의 선수[1] : 1966
- UEFA 유로 대회 베스트 : 1960
- UEFA 주빌리 어워드[2] : 2003
- UEFA 회장상 : 2014
- FIFA 100 : 2004

#### 발롱도르
- 1961 - 10
- 1962 - 1
- 1963 - 13